# Statue d'Alexandre Gendebien
La statue d'Alexandre Gendebien est une statue érigée à Bruxelles en Belgique en souvenir d'Alexandre Gendebien, qui fut membre du gouvernement provisoire issu de la révolution belge en 1830.

## Localisation
La statue se dresse le long de la rue de la Science, face à l'Hôtel d'Assche qui abrite le Conseil d'État et dos à la statue de Walthère Frère-Orban, dans la partie orientale du square Frère-Orban, un parc et une place de Bruxelles situés dans l'extension est de la ville de Bruxelles, entre le parc de Bruxelles et le parc du Cinquantenaire.

## Historique
L'avocat Alexandre Gendebien, né à Mons le 4 mai 1789, a été membre du gouvernement provisoire et du Congrès national issus de la révolution belge en 1830, membre de la Chambre des Représentants, administrateur général de la justice, premier président de la Cour supérieure de justice de Bruxelles et ministre de la justice. Il a été décoré de la croix de fer.
Une statue, réalisée par le sculpteur Charles Van der Stappen, est élevée en son honneur par souscription nationale sur la place de l'ancien palais de Justice à Bruxelles et inaugurée le 26 septembre 1874, lors de l'anniversaire des journées de septembre 1830,,,.
La cérémonie a lieu en présence du bourgmestre Anspach, des échevins, de plusieurs membres du conseil communal, du baron Ch. Coppens, président du comité qui a organisé la souscription, des membres du comité de souscription, des fils d'Alexandre Gendebien et de plusieurs autres personnages parmi lesquels Charles Rogier, ministre d'État, lui aussi ancien membre du gouvernement provisoire. Charles Rogier était le seul présent des trois membres encore survivants du gouvernement provisoire installé à l'Hôtel de ville de Bruxelles le 26 septembre 1830.
Après les discours officiels, le sculpteur Charles Van der Stappen a été félicité pour l'exécution très réussie de son œuvre.
La statue est ensuite donnée à la Ville.
Elle est déménagée en 1956 vers le square Frère-Orban, le long de la rue de la Science, face à l'Hôtel d'Assche qui abrite le Conseil d'État,,.

La statue devant l'ancien Palais de Justice de Bruxelles
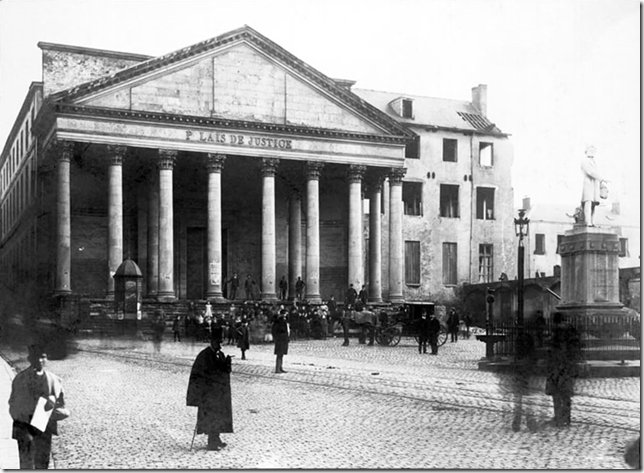
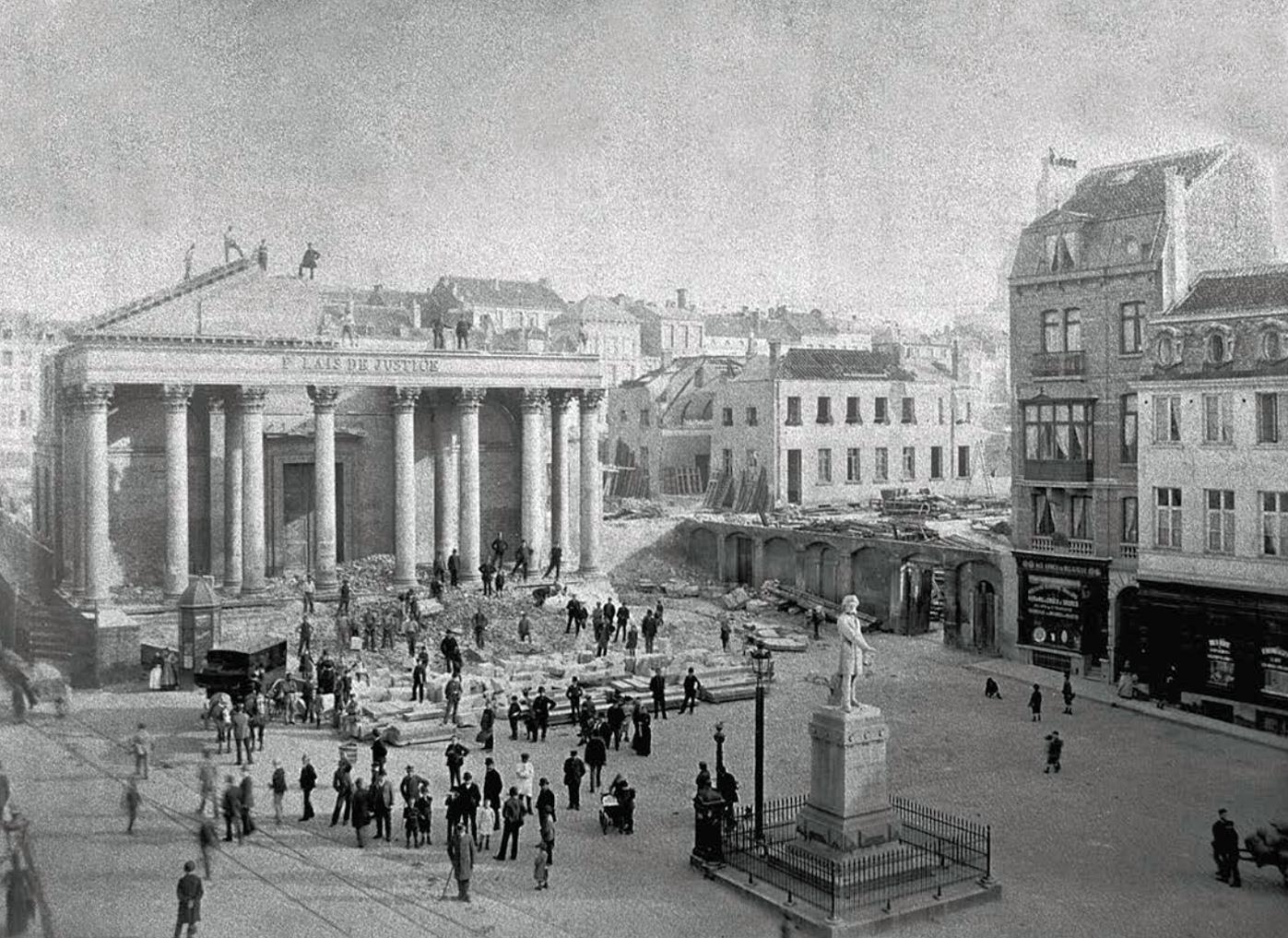

## Description
La statue est constituée d'un piédestal en pierre bleue portant une statue en marbre blanc d'Alexandre Gendebien, représenté dans l'attitude de l'orateur, la main droite levée, la gauche contre la poitrine.
Gendebien est représenté dans l'attitude qu'il eut à la Chambre des Représentants, en 1839, au moment du vote du traité de paix dit traité des XXIV articles. De la main gauche il tient un écrit sur lequel figure son vote négatif : « Non ! Trois cent quatre-vingt mille fois non ! Pour autant de Belges que vous sacrifiez à la peur ! ».
La signature du sculpteur Charles Van der Stappen figure sur le drapé qui recouvre la pile de livres entassés derrière Alexandre Gendebien.
Le socle en pierre bleue porte en lettres d'or la dédicace à l'homme politique :

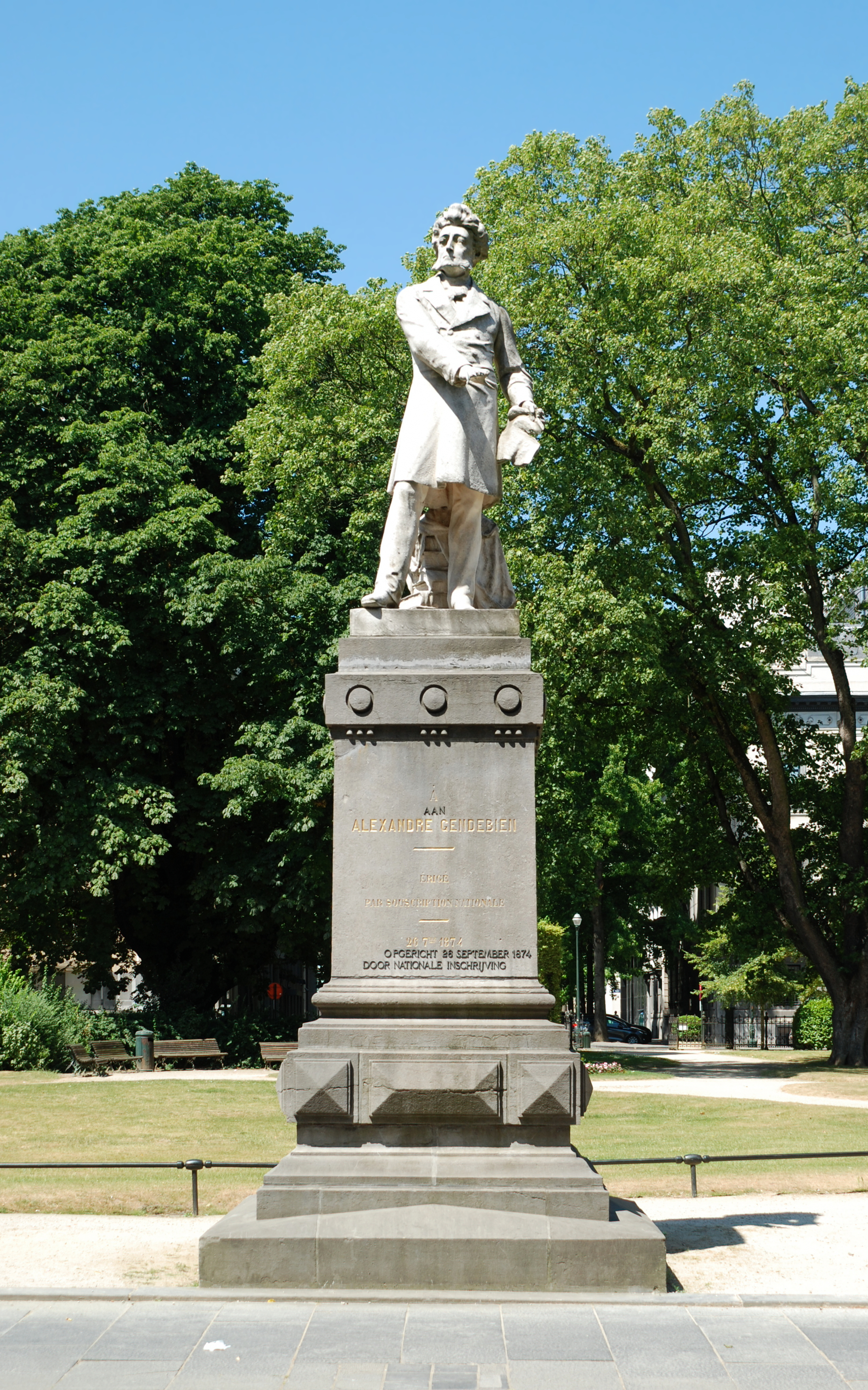
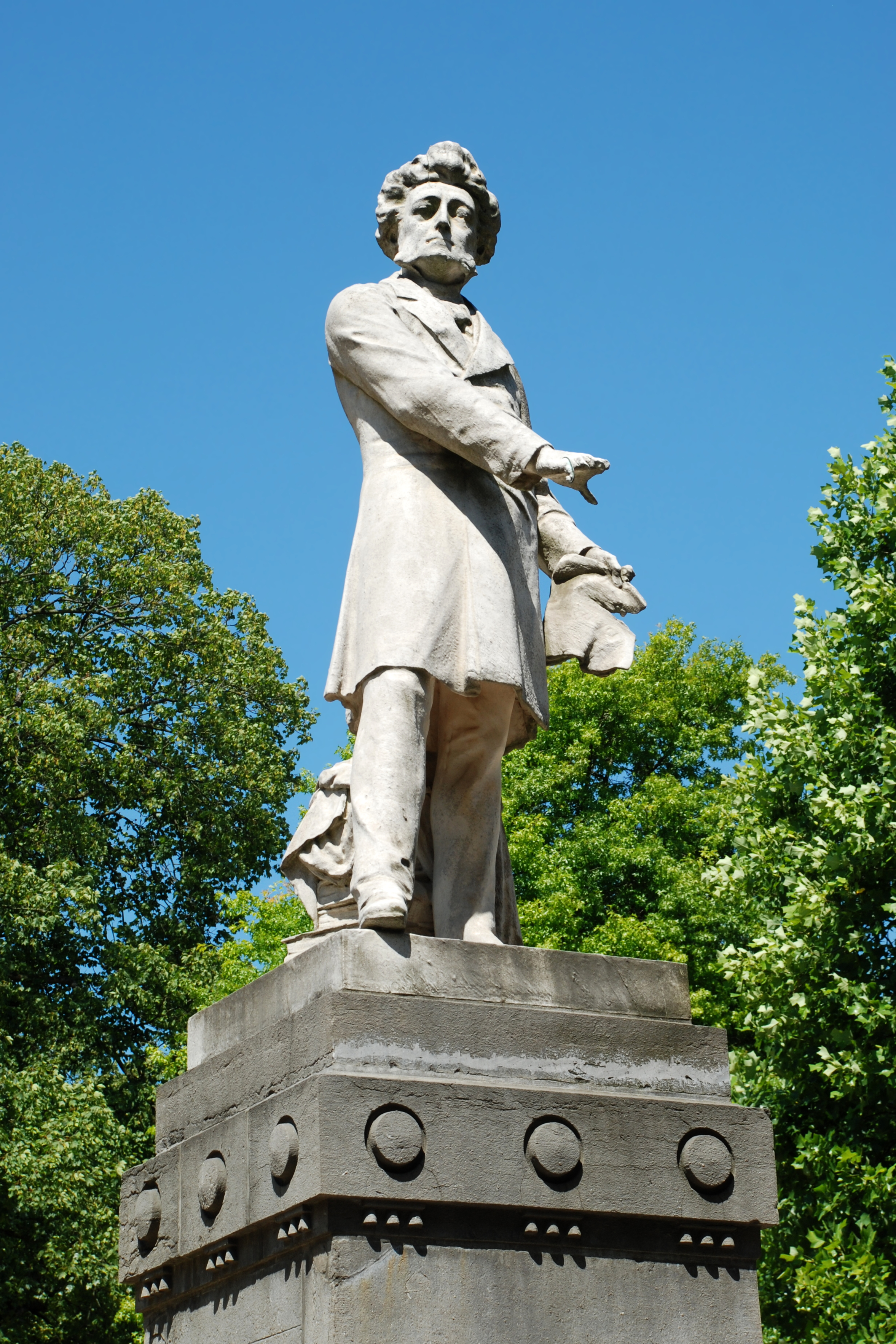
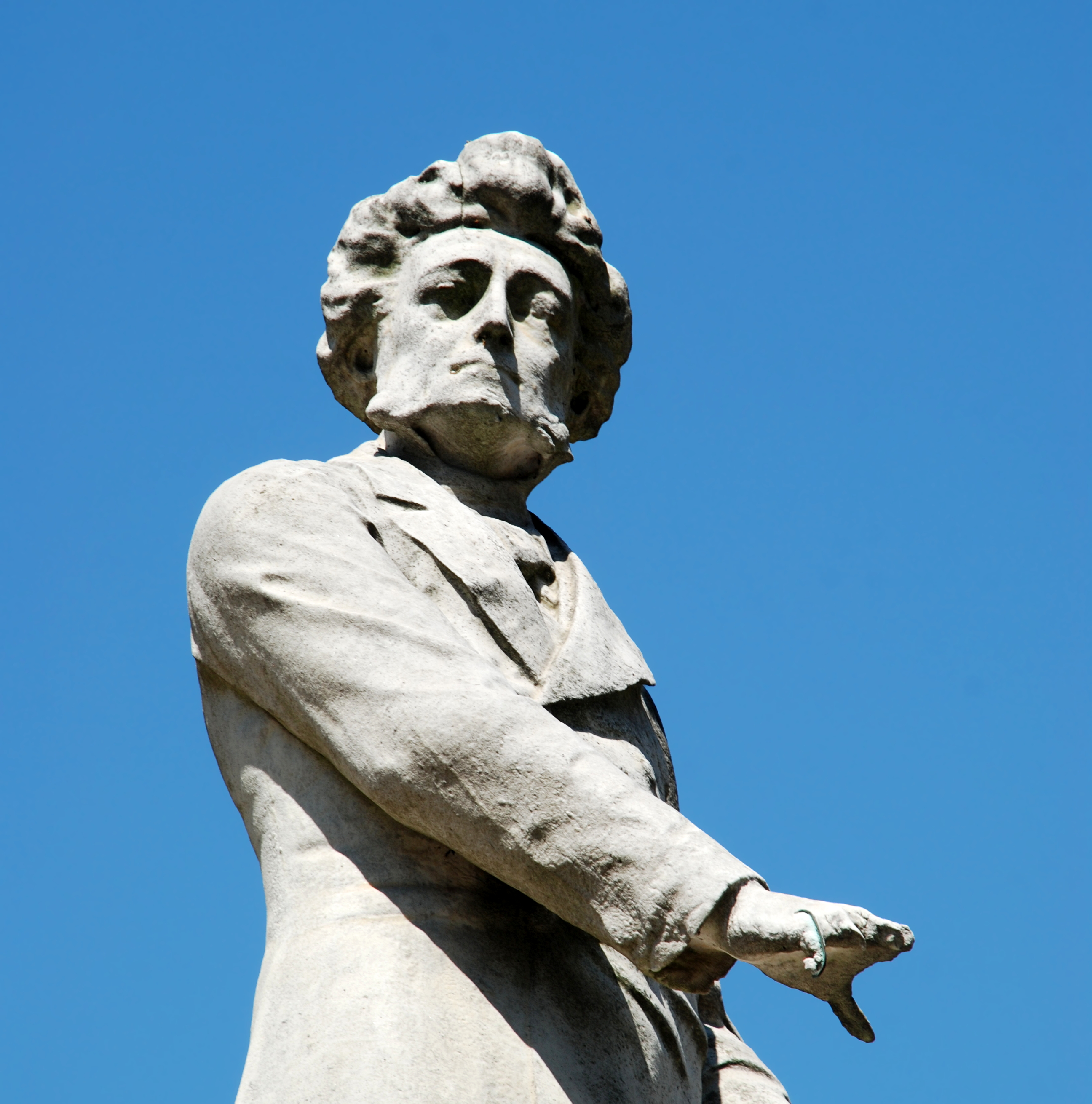
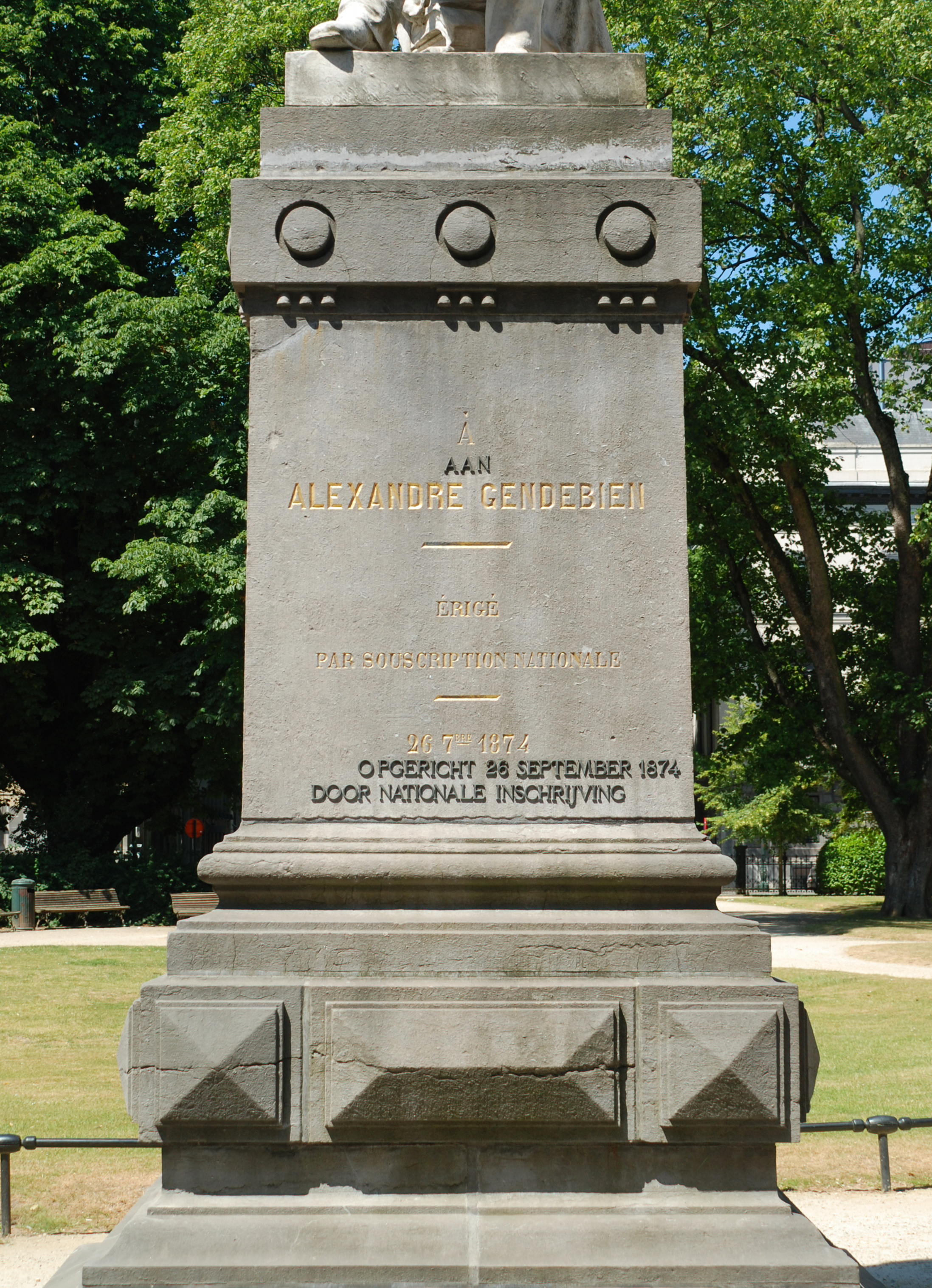
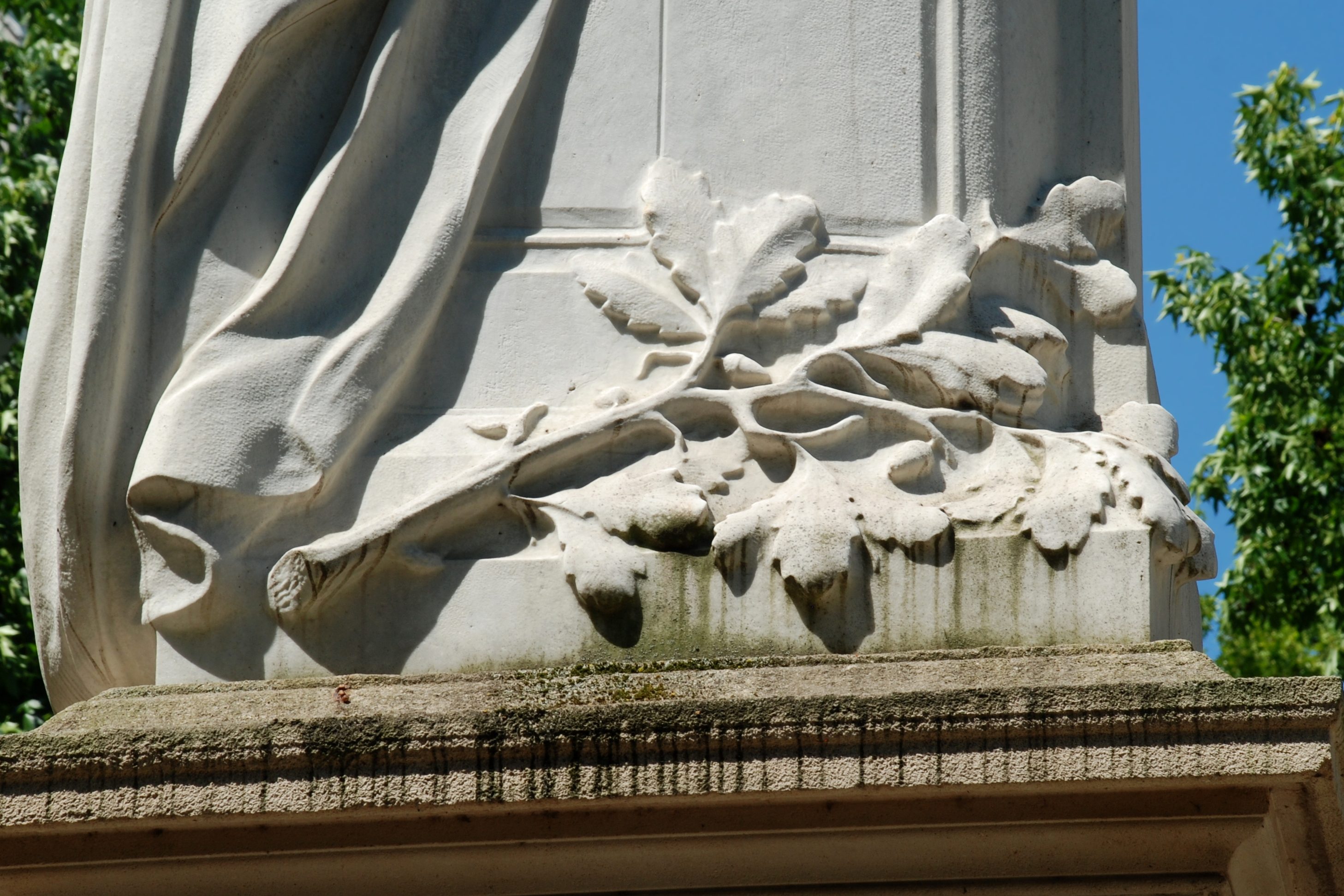

« À Alexandre Gendebien

érigé

Par souscription nationale

26 septembre 1874 »

## Accessibilité
| ___ | Ce site est desservi par les stations de métro : Arts-Loi et Maelbeek. |